# 南北浦海岸

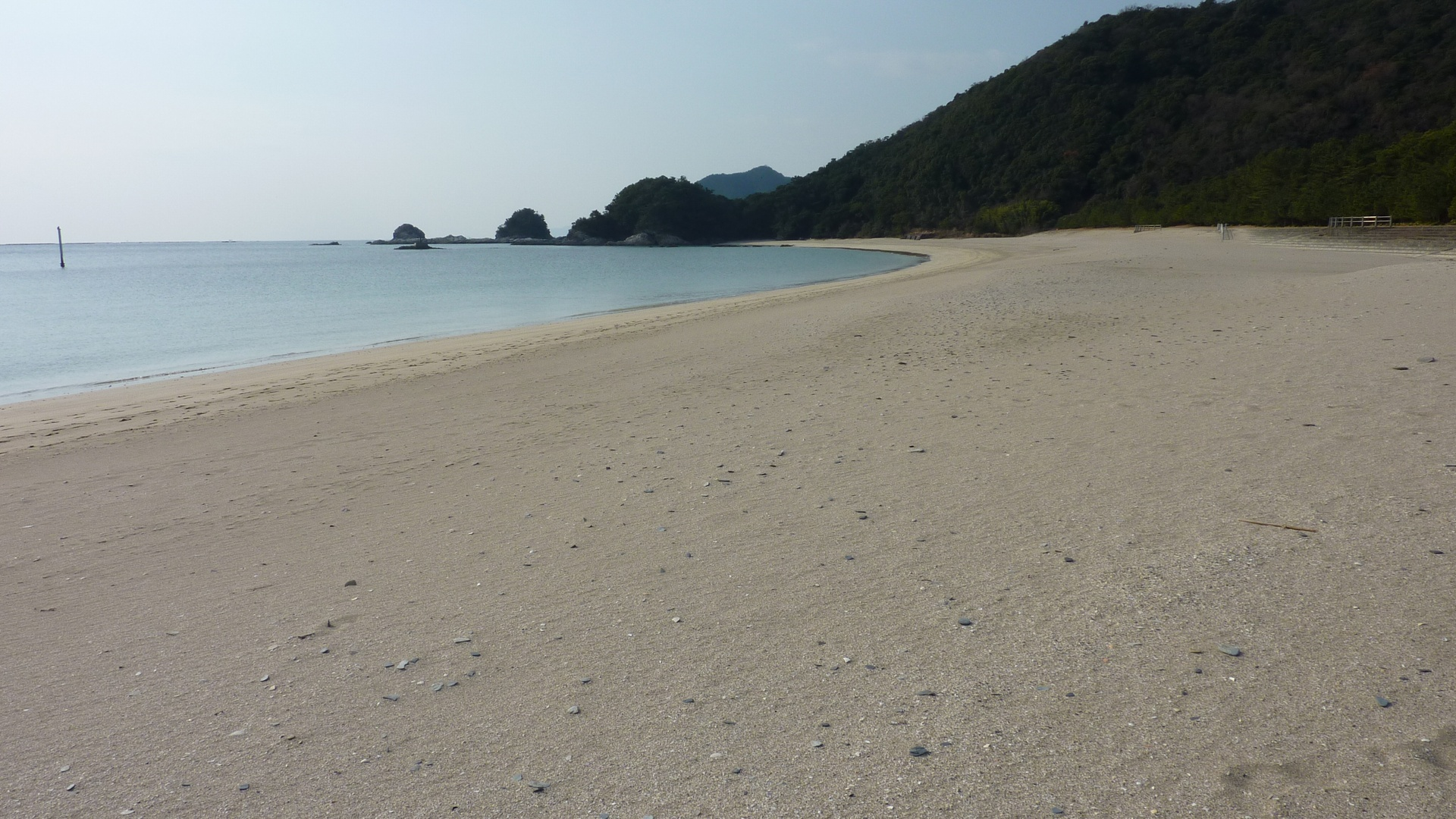
下阿蘇海水浴場

南北浦海岸（みなみきたうらかいがん）は、宮崎県延岡市北東部にある海岸の名称である。

## 概要
昭和49年2月15日、日豊海岸国定公園に指定された。リアス式海岸の美しい海岸線で知られ、変化に富む波浪浸食岩の島々が連なっている。その景観の良さから「西の松島、日向松島」などと謳われている。海岸北部にある高島を中心として、下阿蘇海岸、大間海岸、宇戸岬、浦尻湾などの見どころが豊富である。
海岸線に沿うように国道388号が通っているため、車窓から景色を眺めることもできる。また、国道沿線には道の駅北浦や須美江家族旅行村などの施設がある。海水浴場も豊富で、下阿蘇・熊野江・須美江・浦城の計4ヶ所存在する。島浦島の北東部には、日本一の規模を誇るオオスリバチ珊瑚礁群があり、九州屈指のダイビングスポットとなっている。
浦尻湾は、中世には大分県の深島と並んで倭寇や水軍（海賊）の本拠地となっていた。そこから北側に延びる北浦には浦尻水軍（松田水軍）の埋蔵金伝説も残されている。

## 周辺道路
- 国道388号
- 宮崎県道122号古江丸市尾線
- 宮崎県道212号浦城東海線
- 東九州自動車道